# Le Ployron
 Le Ployron  es una población y comuna francesa, en la región de Picardía, departamento de Oise, en el distrito de Clermont y cantón de Maignelay-Montigny.

## Demografía
| 124 | 114 | 109 | 121 | 105 | 113 |
| Para los censos de 1962 a 1999 la población legal corresponde a la población sin duplicidades (Fuente: INSEE [Consultar]) |     |     |     |     |     |